# The Angry Brigade
The Angry Brigade was een kleine Britse militante groep verantwoordelijk voor een reeks bomaanslagen in Groot-Brittannië tussen 1970 en 1972. Ze waren geïnspireerd door het Anarchisme en Situationisten. De gevolgen van de aanslagen bleven beperkt tot voornamelijk materiële schade en één persoon raakte lichtgewond.